# Aki Kaurismäki
Aki Kaurismäki (4 april 1957) is een Fins scenarioschrijver en filmregisseur.
Zijn stijl is beïnvloed door regisseurs als Jean-Pierre Melville, Rainer Werner Fassbinder, Yasujiro Ozu en Robert Bresson. Net als zij vertrouwt hij op klein acteren en een eenvoudige cinematografische stijl om zijn boodschap aan de kijkers door te geven.
Zijn films hebben een unieke droog-humoristische kant die verwant is aan de humor in de films van Jim Jarmusch.
Het merendeel van Kaurismäki's werk is gesitueerd in Helsinki, met name Calamari Union, een film die zich grotendeels afspeelt in de arbeiderswijk Kallio. Ook Kaurismäki's trilogie bestaande uit Shadows in Paradise, Ariel en The Match Factory Girl speelt zich in Helsinki af. Dit is de Työläistrilogia.
In 1986 bracht hij de film Rocky VI uit met daarin de door hem bedachte band Leningrad Cowboys. Deze band is nog steeds actief en speelde hierna in nog een aantal van zijn films.
Zijn bekendste film is waarschijnlijk The Man Without a Past. Deze film won de Grand Prix op het filmfestival van Cannes in 2002 en werd bovendien genomineerd voor een Academy Award.

## Filmografie als regisseur

### Korte films
- Rocky VI, 1986 (8 min)
- Through the Wire, 1987 (6 min)
- Rich Little Bitch, 1987 (6 min)
- L.A. Woman, 1987 (5 min)
- Those Were The Days, 1991 (5 min)
- These Boots, 1992 (5 min)
- Välittäjä, 1996 (4 min)

### Documentaires
- Saimaa-ilmiö (Saimaa Gesture), 1981
- Total Balalaika Show, 1994

### Speelfilms
- Rikos ja Rangaistus (Crime and Punishment), 1983
- Calamari Union, 1985
- Varjoja paratiisissa (Shadows in Paradise), 1986
- Hamlet liikemaailmassa (Hamlet Goes Business), 1987
- Ariel, 1988
- Likaiset kädet (Les mains sales), 1989 (tv-film)
- Leningrad Cowboys Go America, 1989
- Tulitikkutehtaan tyttö (The Match Factory Girl), 1990
- I Hired a Contract Killer, 1990
- Boheemielämää (La Vie de Bohème), 1992
- Pidä huivista kiinni, Tatjana (Take Care of Your Scarf, Tatiana), 1994
- Leningrad Cowboys Meet Moses, 1994
- Kauas pilvet karkaavat (Drifting Clouds), 1996
- Juha, 1999
- Mies vailla menneisyyttä (The Man Without a Past) (2002)
- Laitakaupungin valot (|Lights in the Dusk) (2006)
- Le Havre (2011)
- Toivon tuolla puolen (The Other Side of Hope) (2017)
- Kuolleet lehdet (Fallen Leaves) (2023)